# Tritttechnik

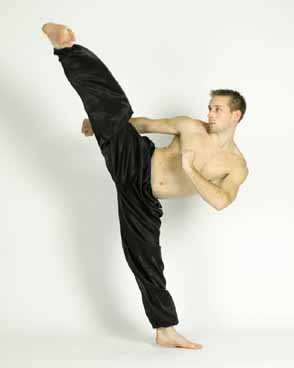
Side-Kick

Als Tritttechniken (jap. Keri waza, kor. Chagi) werden Angriffe (vergleiche Angriffsstufen) bezeichnet, die mit dem Fuß, dem Schienbein oder dem Knie ausgeführt werden. Im Allgemeinen sind Tritte kraftvoller, aber auch langsamer als Schläge. Stoß-, Schlag und Tritttechniken gehören zu den Atemitechniken im Kampfsport. Die Verwendung der Begriffe Stoß-, Schlag- und Tritttechnik ist jedoch beispielsweise beim Taekwondo fließend.
In vielen Kampfkünsten spielen Tritte eine große Rolle, wie z. B. im Quanfa, Karate, Kickboxen, Taekwondo, Capoeira, Muay Thai und Ju-Jutsu. In einigen Kampfsportarten, wie Judo oder Boxen, werden Tritte überhaupt nicht gelehrt bzw. sind laut Reglement verboten.

## Selbstverteidigung
Es gibt immer wieder Diskussionen darüber, ob Tritte, im Besonderen hohe Tritte, in der Selbstverteidigung sinnvoll sind. Die Vorteile von Tritten gegenüber Schlägen sind vor allem die Kraft und die Reichweite. Als Nachteile seien hier die – im Vergleich zu Schlägen – langsame Ausführung und das vorübergehende Aufgeben des festen Standes zu nennen.

## Varianten
Es gibt eine große Anzahl an verschiedenen Tritttechniken und eine noch größere Zahl an Varianten. Derselbe Tritt kann in verschiedenen Kampfkünsten verschiedene Bezeichnungen haben. Außerdem wird häufig nach der Art der Ausführung (gerade nach vorne, seitwärts, halbkreisförmig, geschnappt, gestoßen, gesprungen, gedreht etc.), Höhe (Kopf, Brust, Knie etc.), dem benutzten Bein (vorderes, hinteres, links, rechts) und der Auftrefffläche (Fußsohle, Fußkante, Ferse etc.) differenziert.